# Акчеєво
Акче́єво (рос. Акчеево, ерз. Акчеево) — село у складі Єльниківського району Мордовії, Росія. Входить до складу Акчеєвського сільського поселення.
Населення — 281 особа (2010; 288 у 2002).
Національний склад (станом на 2002 рік):
- татари — 80 %